# لوكريشا ماريا ديفيدسون
لوكريشا ماريا ديفيدسون (بالإنجليزية: Lucretia Maria Davidson)‏ (27 سبتمبر 1808، بلاتسبورغ في الولايات المتحدة - 27 أغسطس 1825، بلاتسبورغ في الولايات المتحدة)؛ كاتِبة وشاعرة أمريكية.